# Fundación Universitaria San Martín

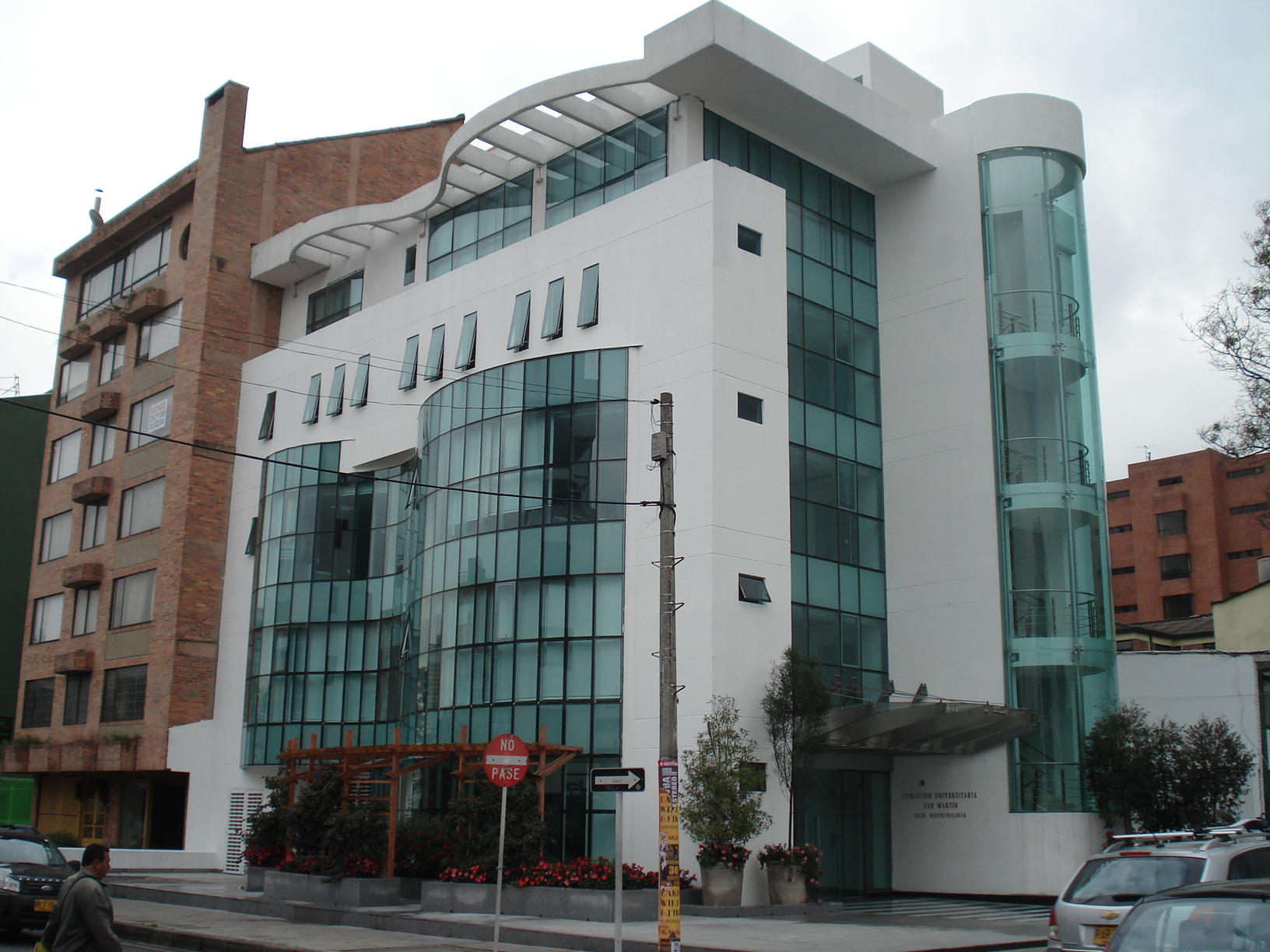
Generalsekretariat der FUSM in Bogotá

Die Fundación Universitaria San Martín (FUSM) ist eine private Hochschule in Kolumbien, die 1981 gegründet wurde. Ihr Hauptsitz befindet sich in Bogotá, Niederlassungen sind in Cali, Pasto, Puerto Colombia und Sabaneta. Die Universität bietet akademische Programmen in den Bereichen Wirtschaft, Ingenieurwesen, Gesundheitswissenschaften, Sozialwissenschaften und Kunst an. Sie zeichnet sich durch ihren Fokus auf praxisorientierte Ausbildung aus. Die Stiftung war in der Vergangenheit in finanzielle und verwaltungstechnische Kontroversen verwickelt, die zu staatlichen Eingriffen führten.